# Amer Đidić
Amer Đidić (Zenica, 28 dicembre 1994) è un calciatore canadese, centrocampista dell'Atlético Ottawa.

## Carriera

### Club
Nel 2016, ha giocato tre partite nella fase a gironi della CONCACAF Champions League con lo Sporting K.C..
Nel febbraio 2022, reduce da due esperienze fatte tra il San Antonio FC e al FC Edmonton, si trasferisce al Pacific. Debutta con il nuovo club, l'11 aprile 2022 in occasione della gara di campionato contro il Forge, in cui mette a segno anche la una rete, per cui viene inserito nella squadra della settimana.